# Lepiota felina
Lepiota felina (Christian Hendrik Persoon, 1801 ex  Petter Adolf Karsten, 1879) din încrengătura Basidiomycota în familia Agaricaceae și de genul Lepiota,  este o specie saprofită de ciuperci otrăvitoare. O denumire populară nu este cunoscută. Specia răspândită preponderent în regiuni montane, la deal mai rar, trăiește în România, Basarabia și Bucovina de Nord în grupuri mici pe sol umed, pe lângă molizi prin așternutul de ace, în păduri răcoroase de conifere,  la marginea lor, chiar și pe marginea drumurilor și potecilor. Timpul apariției este din (iunie) iulie până în octombrie (noiembrie).

## Taxonomie

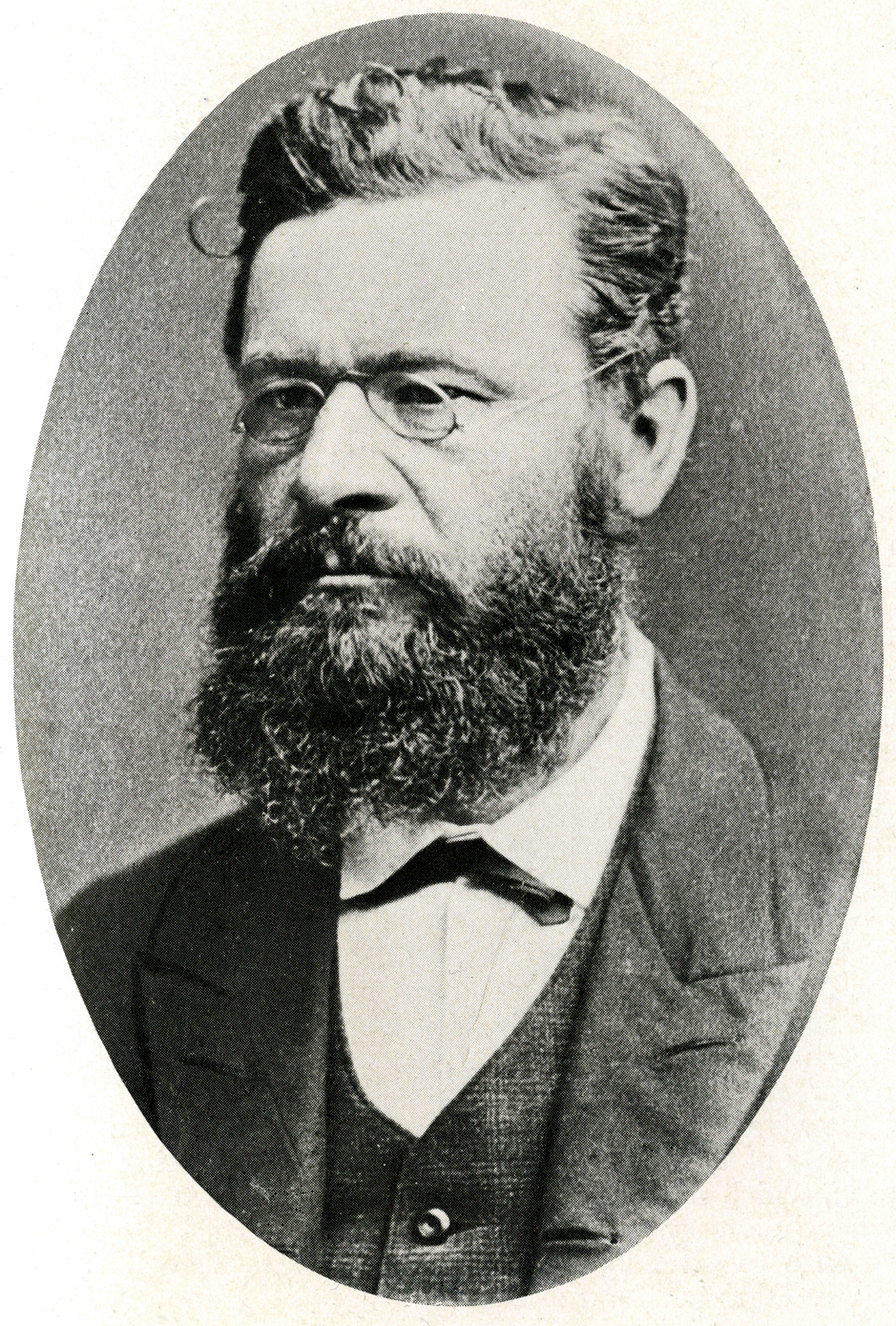
P. Karsten

Nume binomial a fost determinat drept Agaricus felinus de savantul bur Christian Hendrik Persoon în volumul 1 al operei sale Synopsis methodica Fungorum din 1801.
Apoi, micologul finlandez Petter Adolf Karsten a transferat specia corect la genul Lepiota sub păstrarea epitetului, de verificat în volumul 32 al jurnalului botanic Bidrag till Kännedom av Finlands Natur och Folk din 1879.
Au mai fost făcute încercări de redenumire (vezi în infocasetă) care însă nu au fost aplicate niciodată, fiind astfel neglijabile.
Epitetul este derivat din cuvântul latin (latină felinus=de la pisică, aparținând unei pisici). Aspectul pălăriei seamănă uimitor cu blana unui leopard (Panthera pardus), un membru al familiei pisicilor (Felidae).

## Descriere

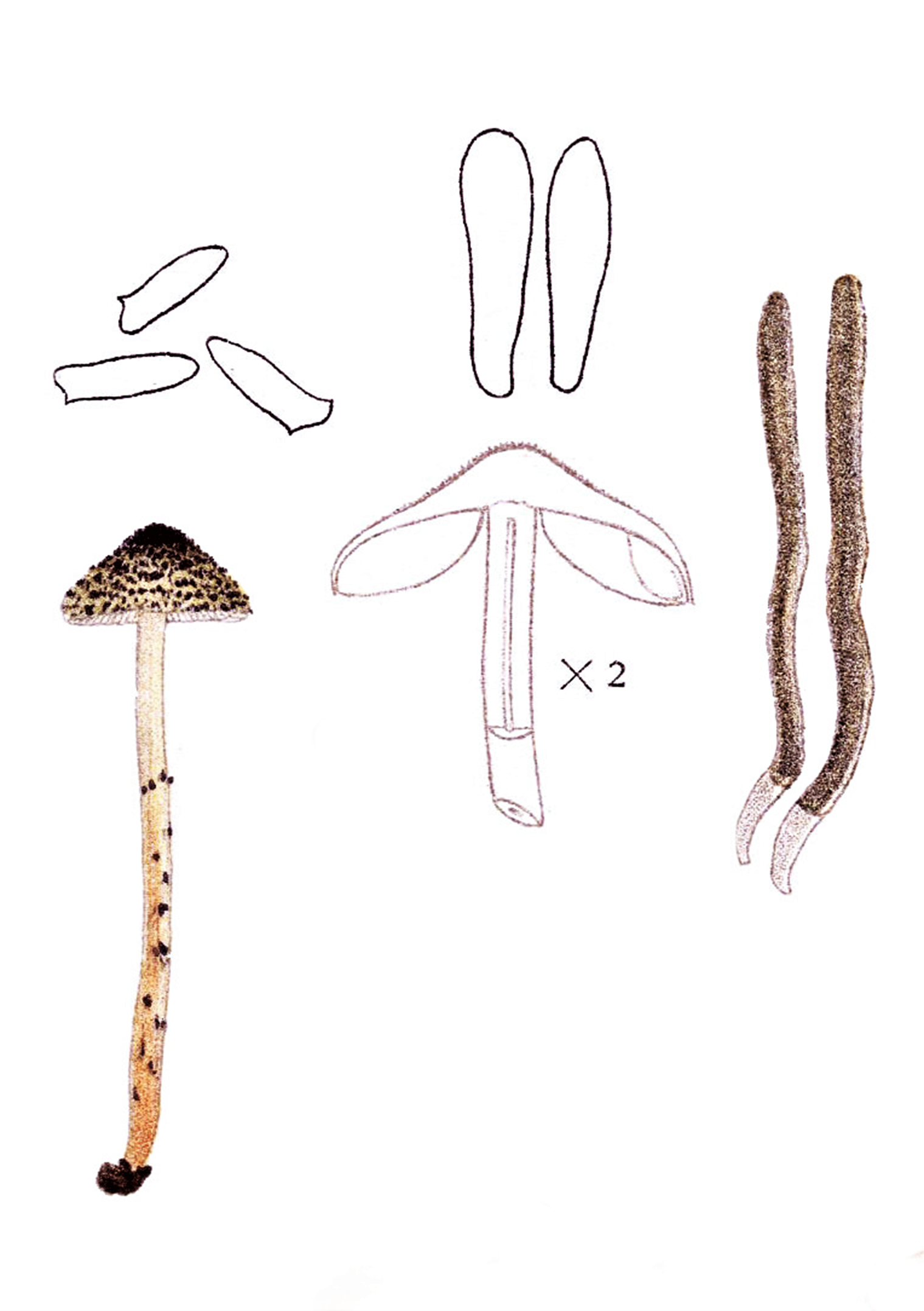
Lange: Lepiota pseudofelina

- Pălăria: are un diametru de 3-5 (7) cm, este destul de subțire, inițial conică, apoi convex acolată cu o cocoașă bine vizibilă și în sfârșit etalată, în centru cu un mamelon caracteristic evident, bine vizibil și la margine cu rupturi. Cuticula albicioasă este acoperită cu o mulțime de negi rezistenți, orânduiți în zone concentrice și scuame dispuse radial la margine. Ele sunt cu toate brun-roșcate, până brun-negricioase, centrul brun închis, mai că negru, având un aspect aproape neted.
- Lamelele: sunt bulboase și puternic bifurcate, destul de subțiri și aglomerate. Coloritul lor este alb, uneori cu nuanțe slabe rozalii, iar la bătrânețe nu rar pal gălbui. Nu se decolorează sub presiune. Inițial sunt acoperite de un văl parțial alb care se rupe după scurt timp.
- Piciorul: are o înălțime de 6-8 (10)cm și o grosime de 0,5-1cm, este puțin fibros, fragil, cilindric, zvelt, neted, ușor separabil de pălărie și ceva îngroșat la bază, fiind mai întâi plin, apoi gol pe dinăuntru. Inelul asemănător unei manșete este alb pe suprafață, iar în partea inferioară împodobit în mod tipic cu pete scămoase maronii. Coloritul cojii este deasupra inelului albicios și dedesubt nu rar cu o tentă de brun-roz la gri-brun, cu zone de solzi brun-negricioși, spre bază brun-roșcat.
- Carnea: este albă, la bază adesea, dar nu mereu, brun-roșcată, subțire, fragilă și destul de fibroasă, ce nu se decolorează după tăiere. Mirosul, la început neremarcabil, devine repede aromatic, asemănător lemnului de cedru, de  mușcată sau tămâie, la bătrânețe neplăcut, cauciucat, gustul fiind blând.[3][4]
- Caracteristici microscopice: sporii netezi, cu pereți subțiri, ovoidali până elipsoidali, vag în formă de migdale, sunt hialini, (translucizi), cu o picătură uleioasă mare i în interior, amiloizi (ce înseamnă colorabilitatea structurilor tisulare folosind reactivi de iod), dextrinoizi cu reactivul lui Melzer, având dimensiunea de 6,5-7,5 (8) × 3,5-5 microni. Pulberea lor este albă. Basidiile clavate poartă câte 4 sterigme fiecare și măsoară 30-35 × 7-8 microni. Pileocistidele (elemente sterile de pe suprafața pălăriei) constau din hife lungi, filamentoase, acoperite de peri mici 200-500 x 10-20 microni. Cheilocistide (elemente sterile situate pe muchia lamelor) de 25-48 (55) x 6-10 microni sunt clavate, vag în formă de furtun sau fusiforme. Hifele piciorului poartă fibule, iar caulocistidele (cistide situate la suprafața piciorului) lipsesc.[9][10]
- Reacții chimice: nu sunt cunoscute.[3][4]

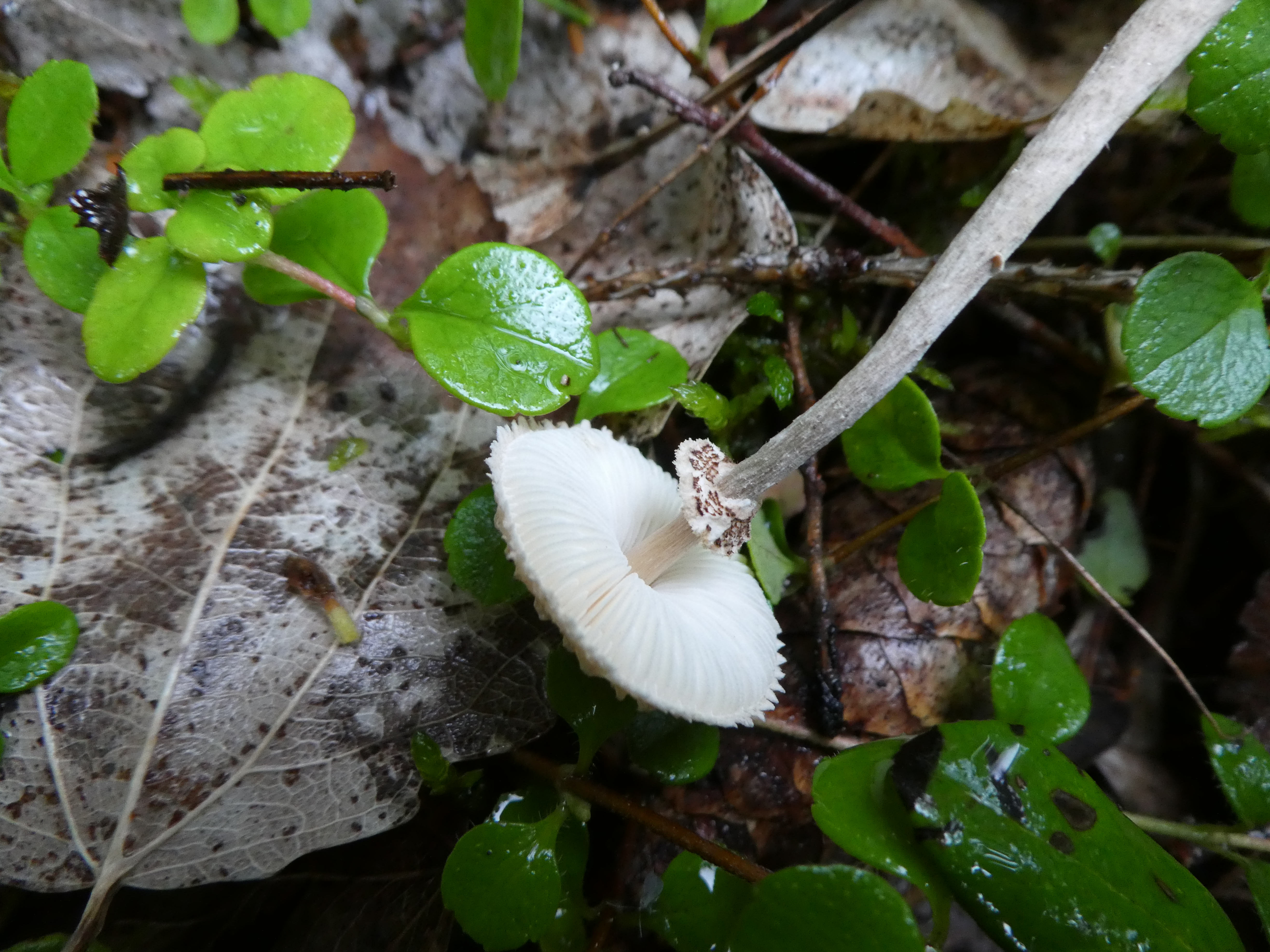
L. felina, lamele, inel și picior
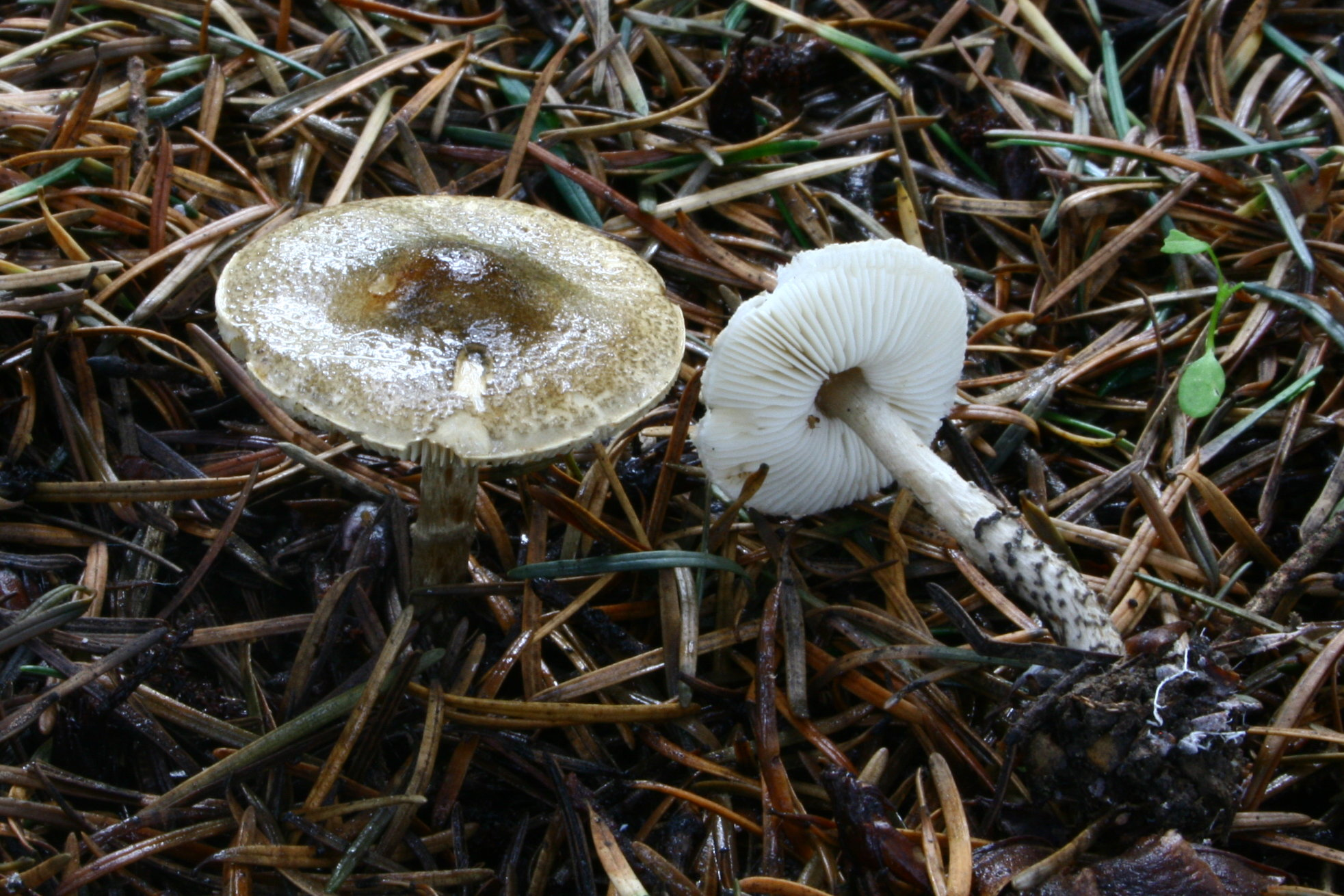
L. felina, pălărie, lamele, inel și picior
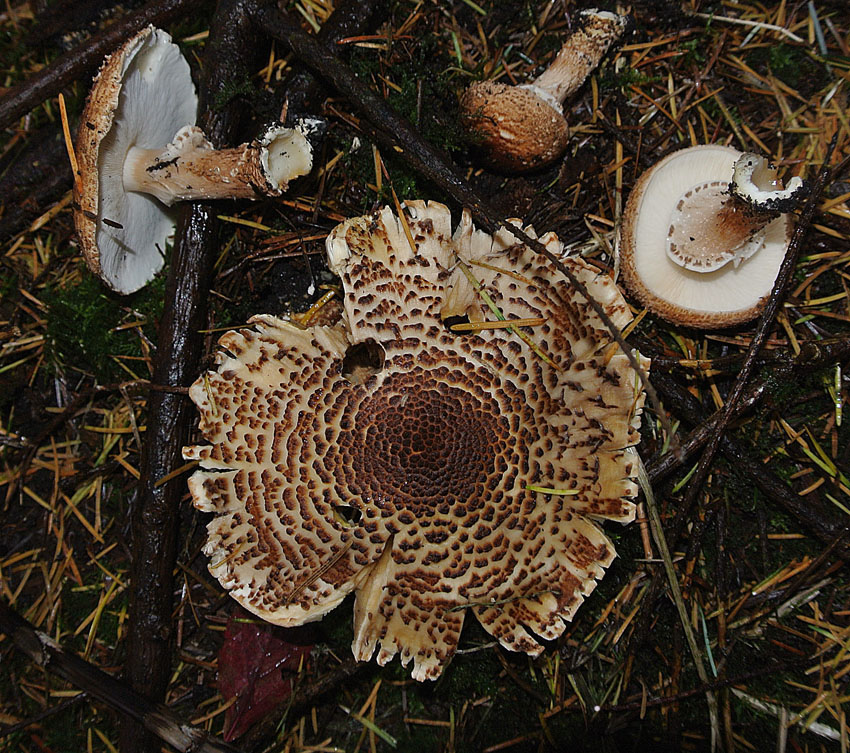
L. felina tânără, matură și bătrână
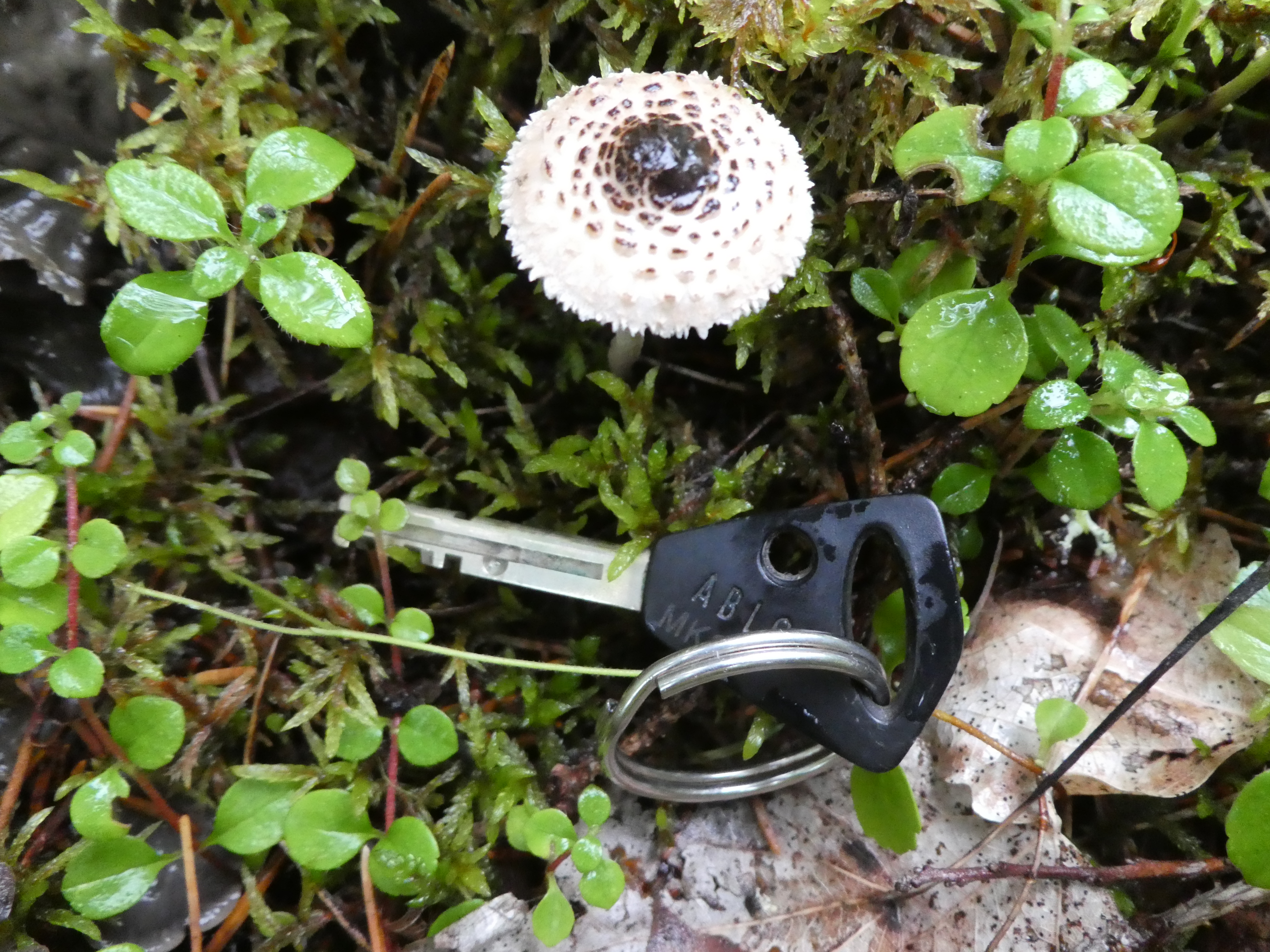
L. felina, mărimea în comparație

## Confuzii
Această specie poate fi confundată într-adevăr cu soiri comestibile, dar preponderent cu unele toxice sau chiar letale, astfel de exemplu cu: Agaricus placomyces (otrăvitor), Agaricus semotus (comestibil), Chlorophyllum molybdites sin. Lepiota morganii (otrăvitor), Lentinus tigrinus (tânăr comestibil), Lepiota boudieri (otrăvitor), Lepiota brunneoincarnata (letală), Lepiota castanea (letală), Lepiota clypeolaria (otrăvitoare), Lepiota cristata (otrăvitoare), Lepiota erminea (necomestibilă), Lepiota hystrix (necomestibilă), Lepiota ignivolvata (comestibilă), (imagini aici:), Lepiota kuehneri (letală), Lepiota lilacea (suspectă, poate otrăvitoare), Lepiota ochraceofulva (suspectă, probabil otrăvitoare), Lepiota pseudolilacea sin. Lepiota pseudohelveola (letală), Lepiota subincarnata (letală), sau Leucoagaricus americanus sin. Leucoagaricus bresadolae (otrăvitor).

## Specii asemănătoare în imagini

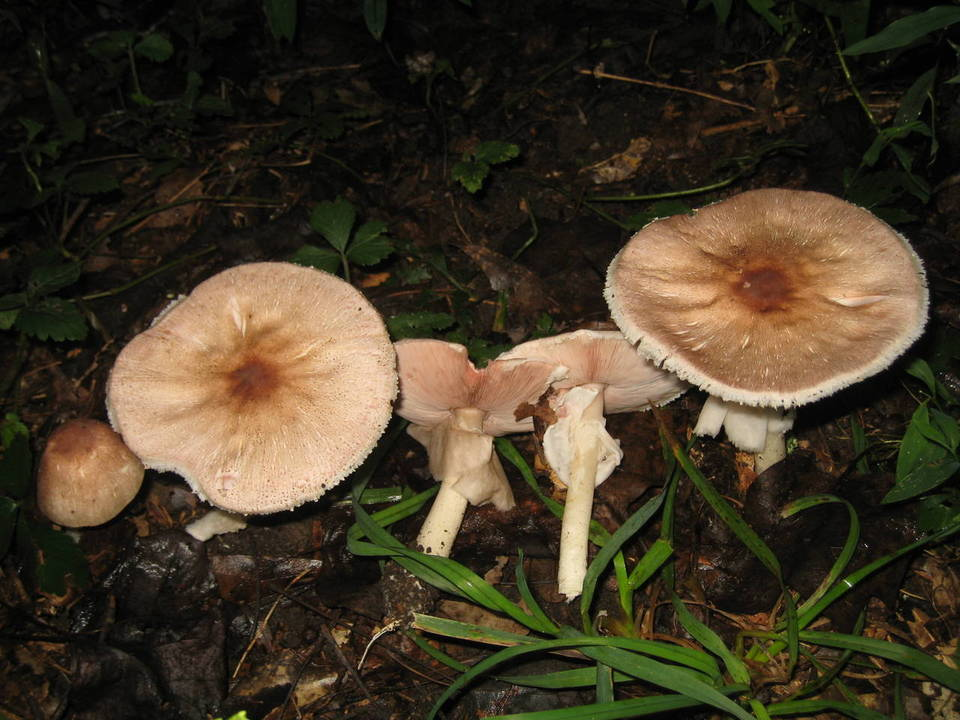
!!Agaricus placomyces!!
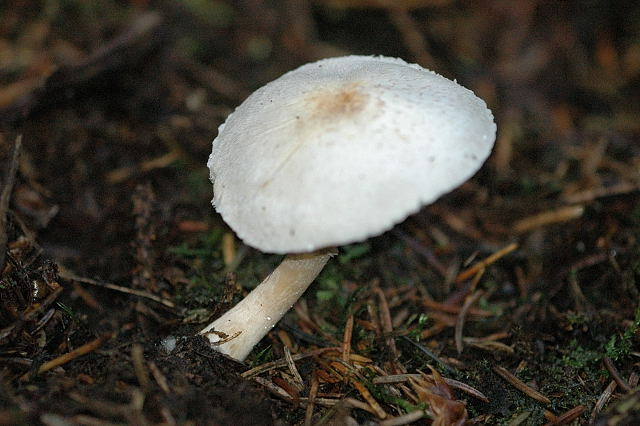
Agaricus semotus
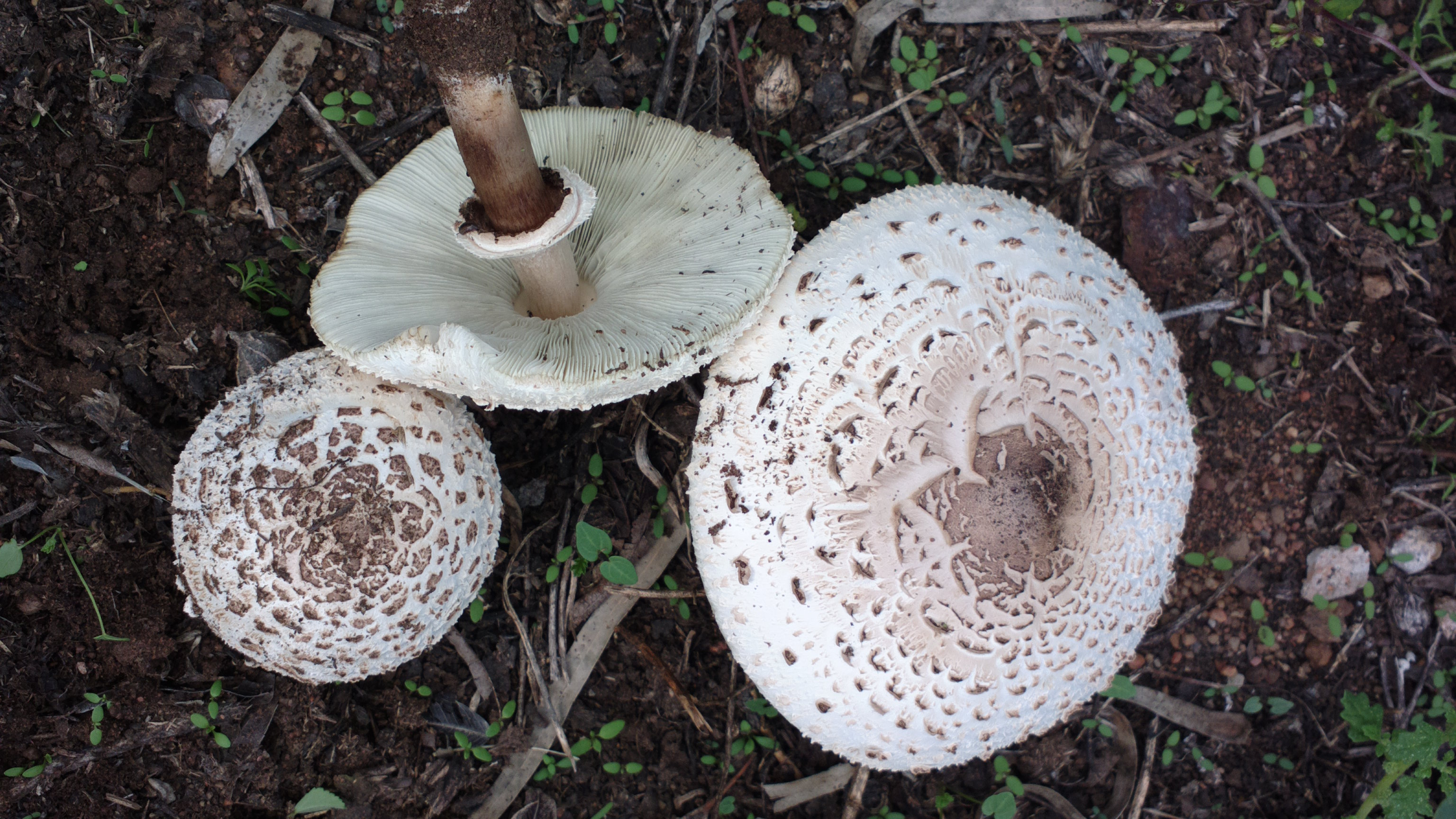
!!Chlorophyllum molybdites sin. Lepiota morganii!!
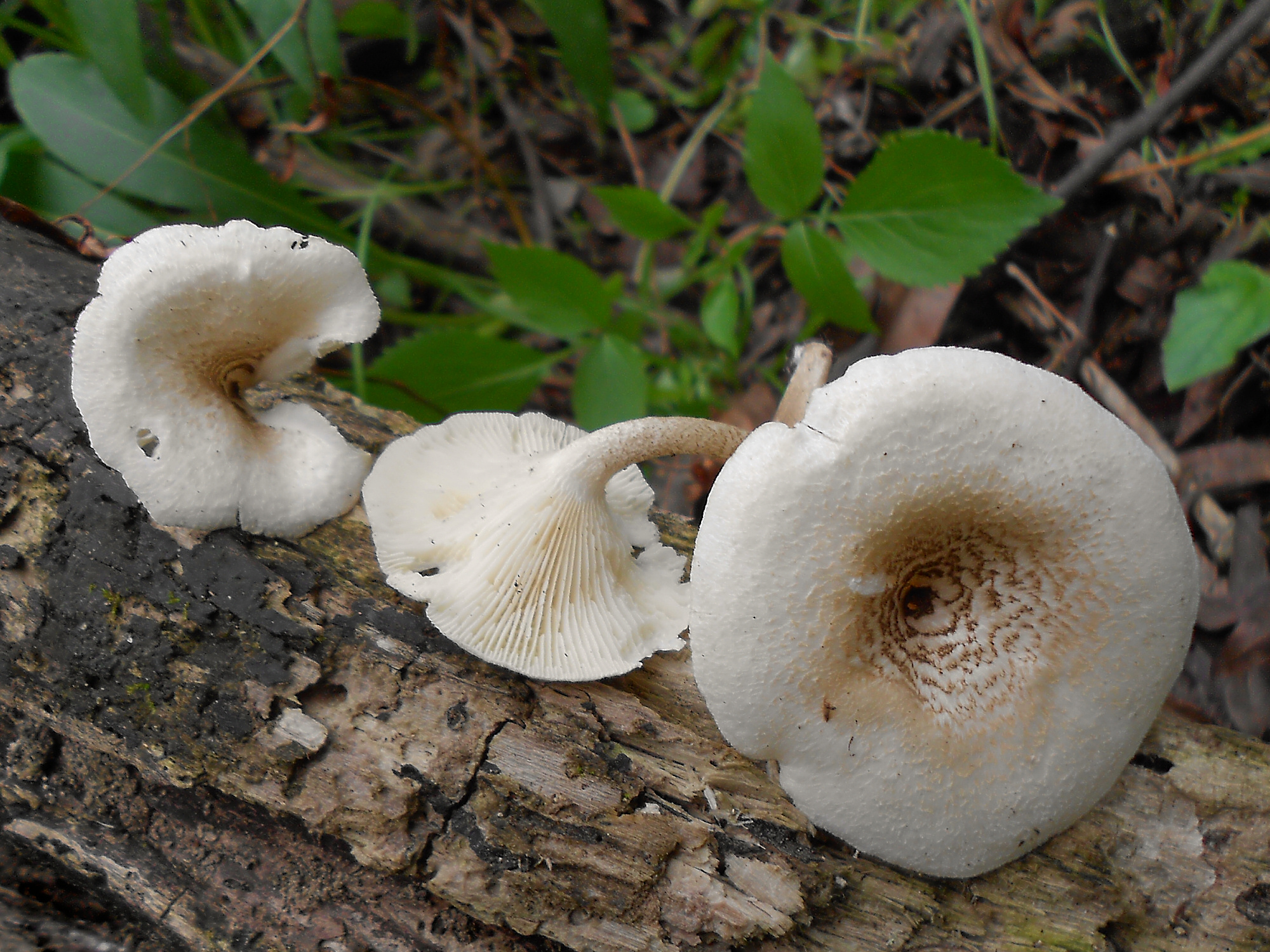
Lentinus tigrinus
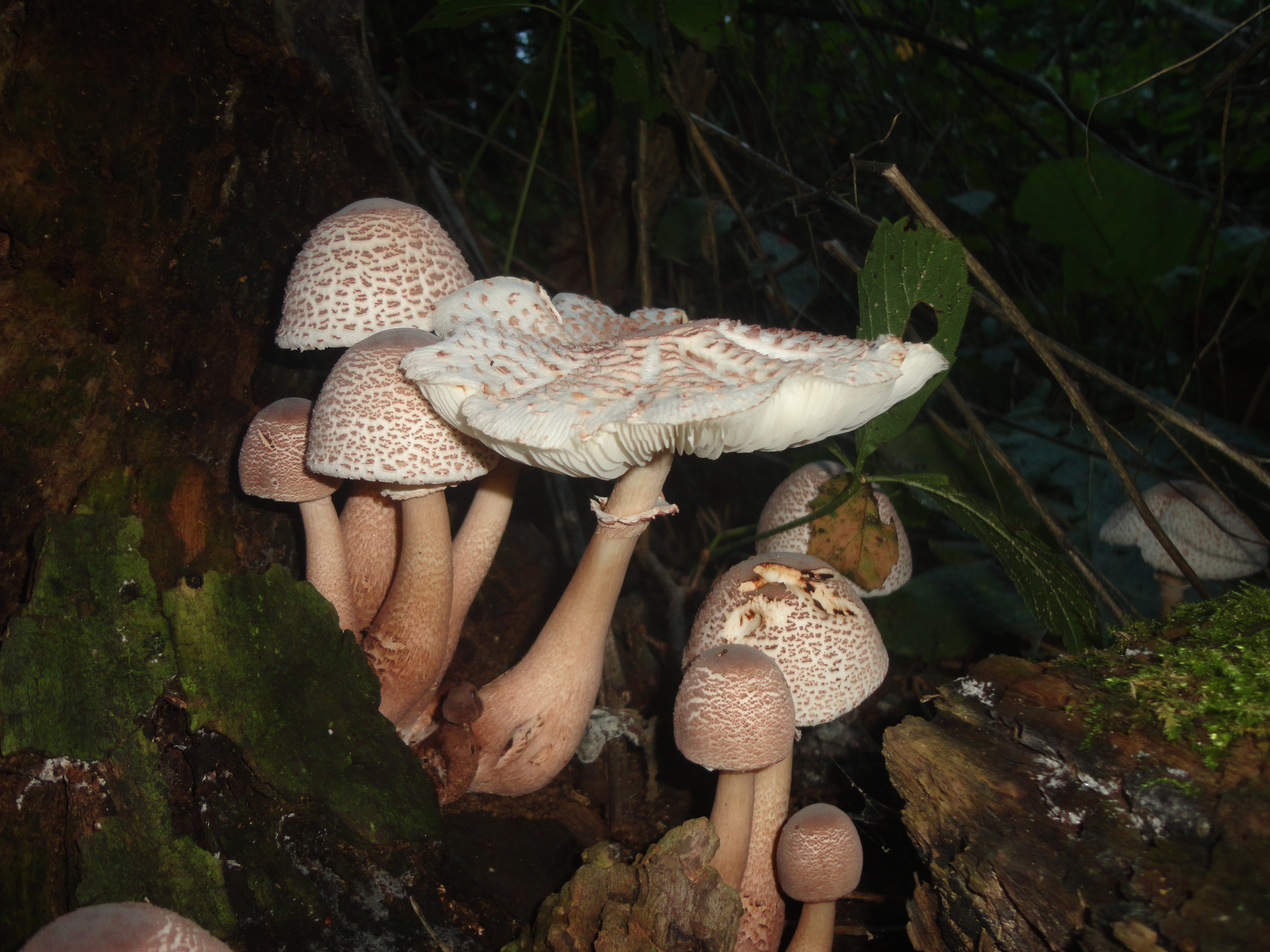
!!Leucoagaricus americanus sin. Leucoagaricus bresadolae!!
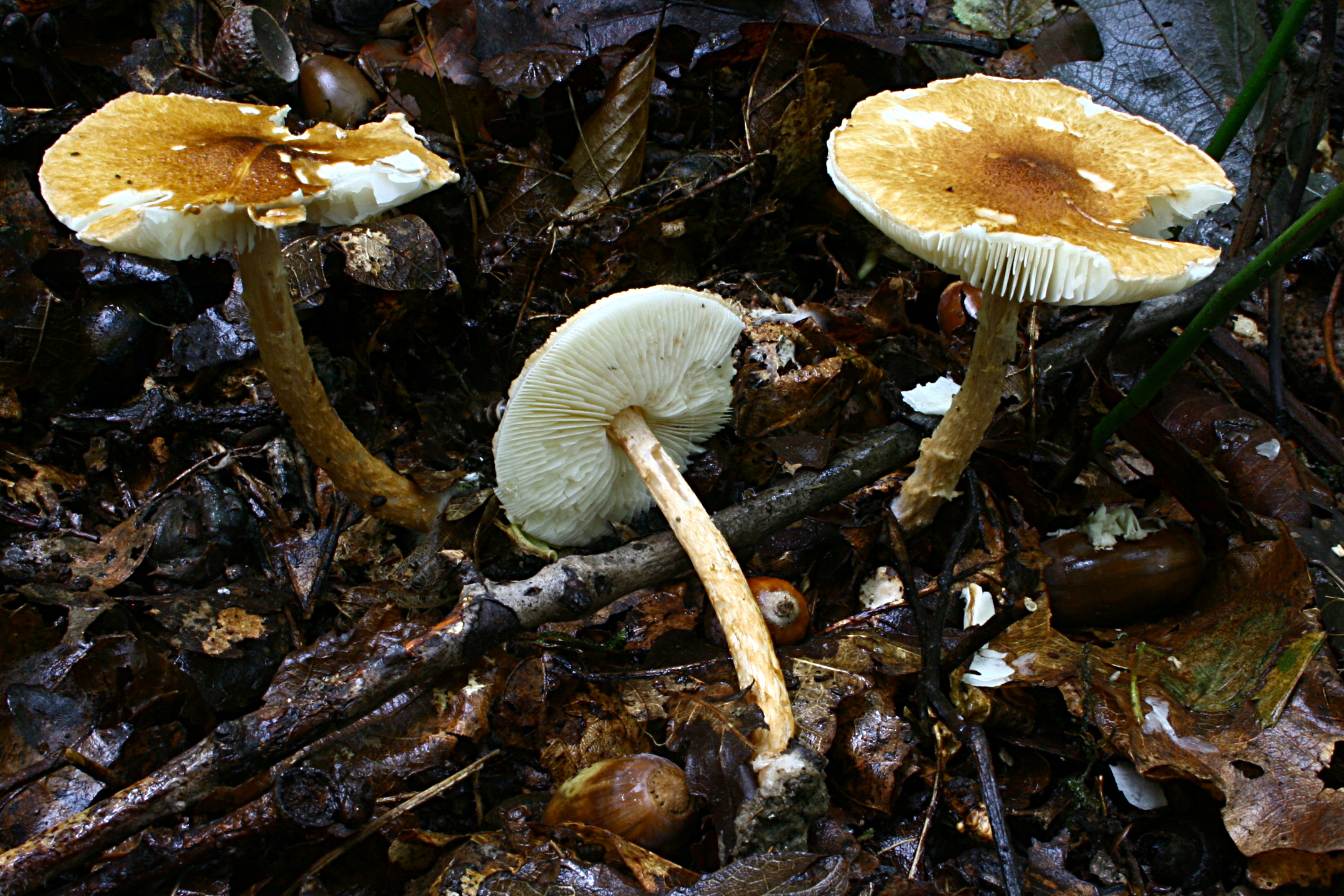
!!Lepiota boudieri!!
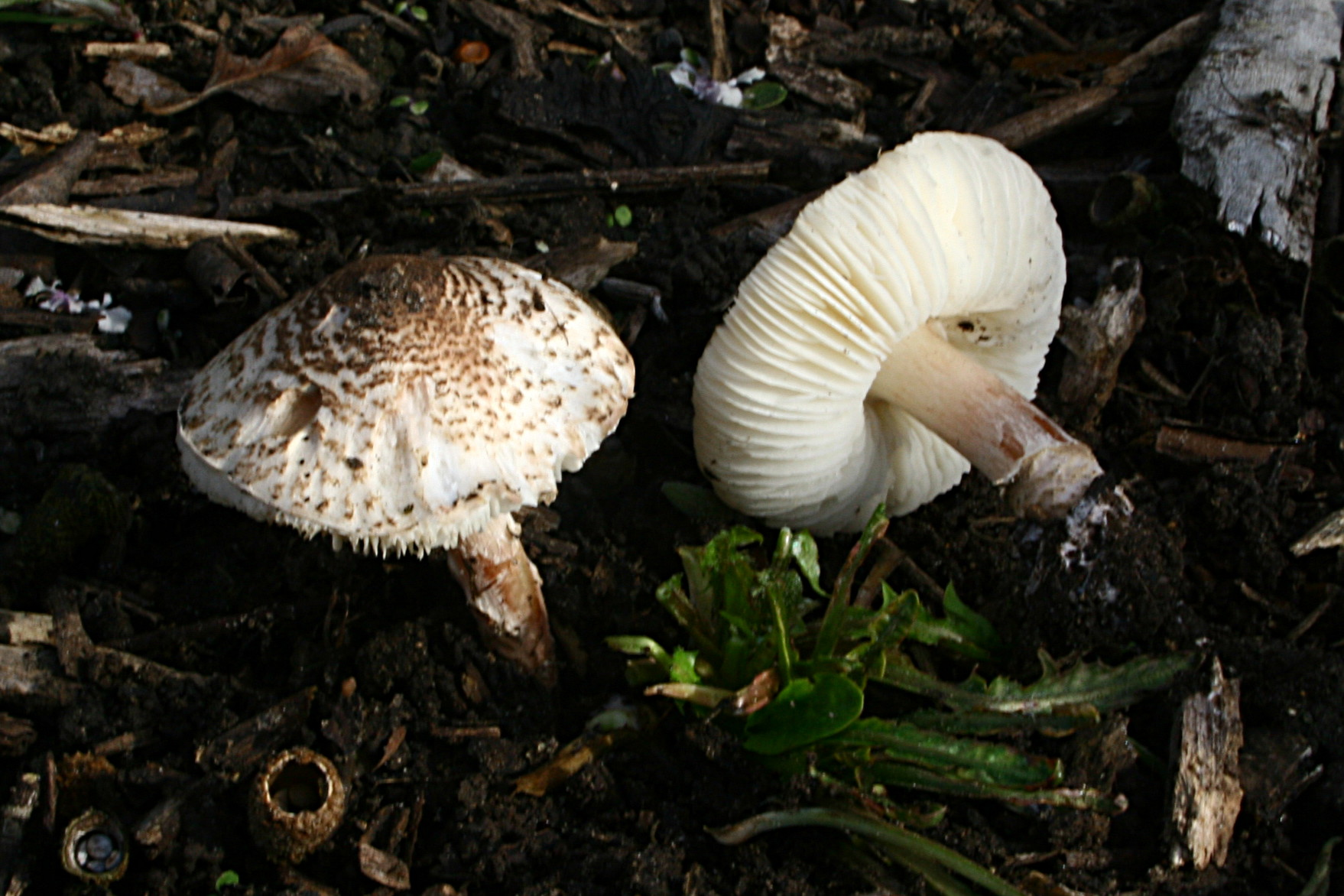
!!!Lepiota brunneoincarnata!!!
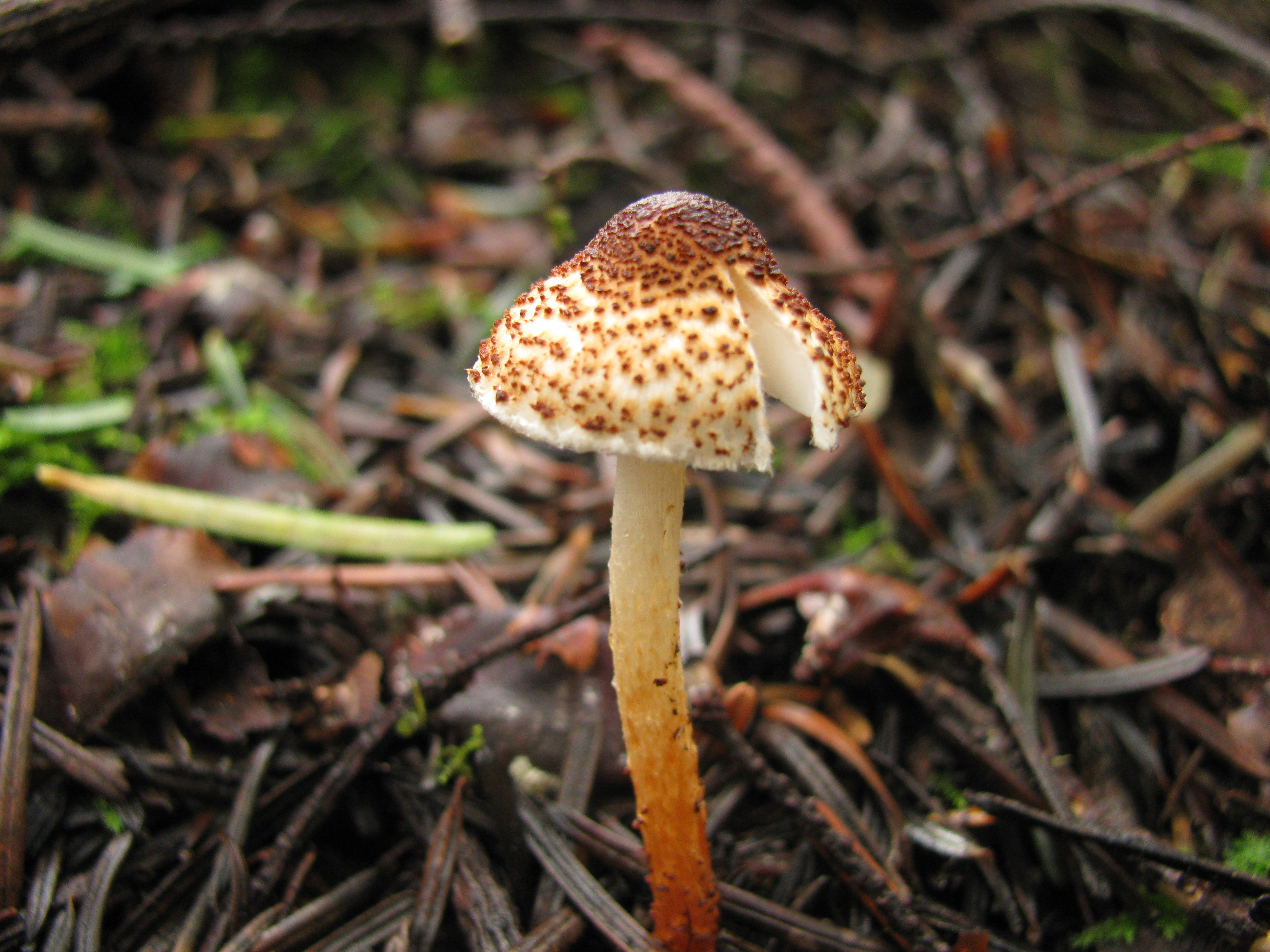
!!!Lepiota castanea!!!
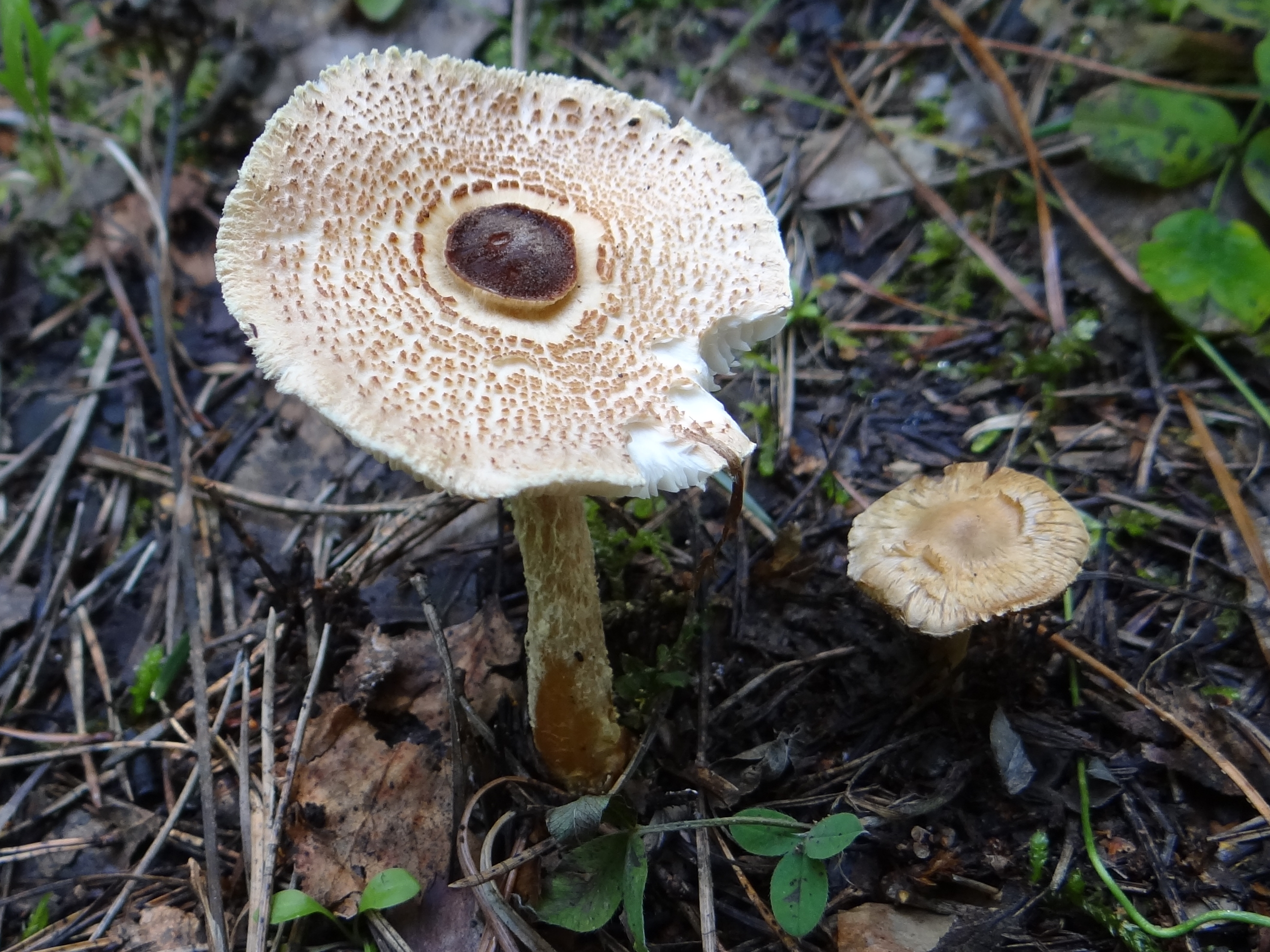
!!Lepiota clypeolaria!!

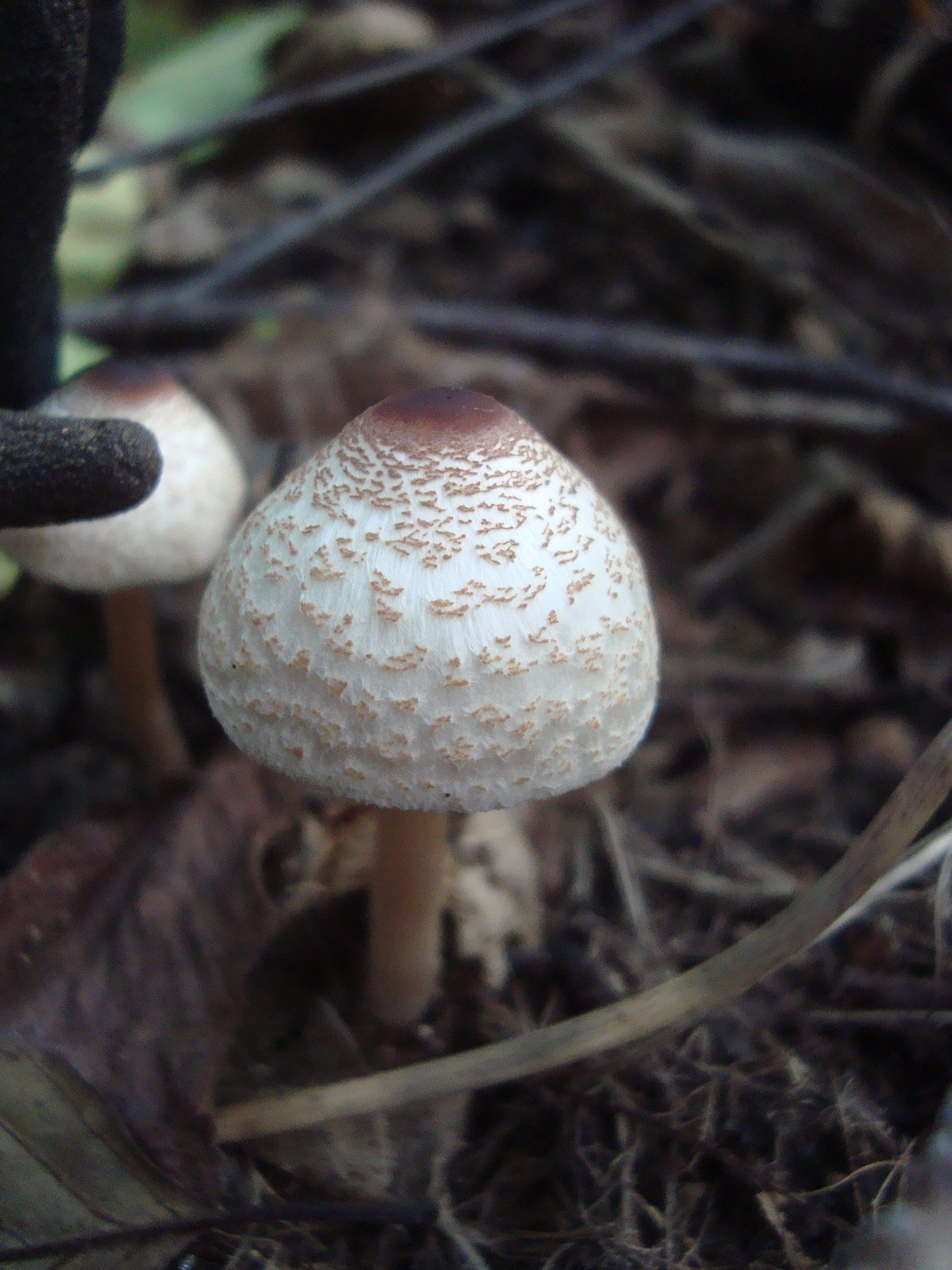
!!Lepiota cristata!!
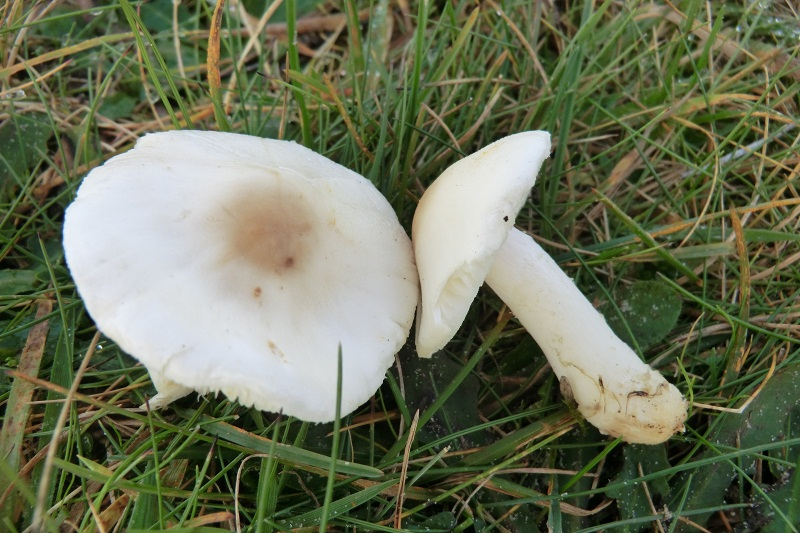
!Lepiota erminea!
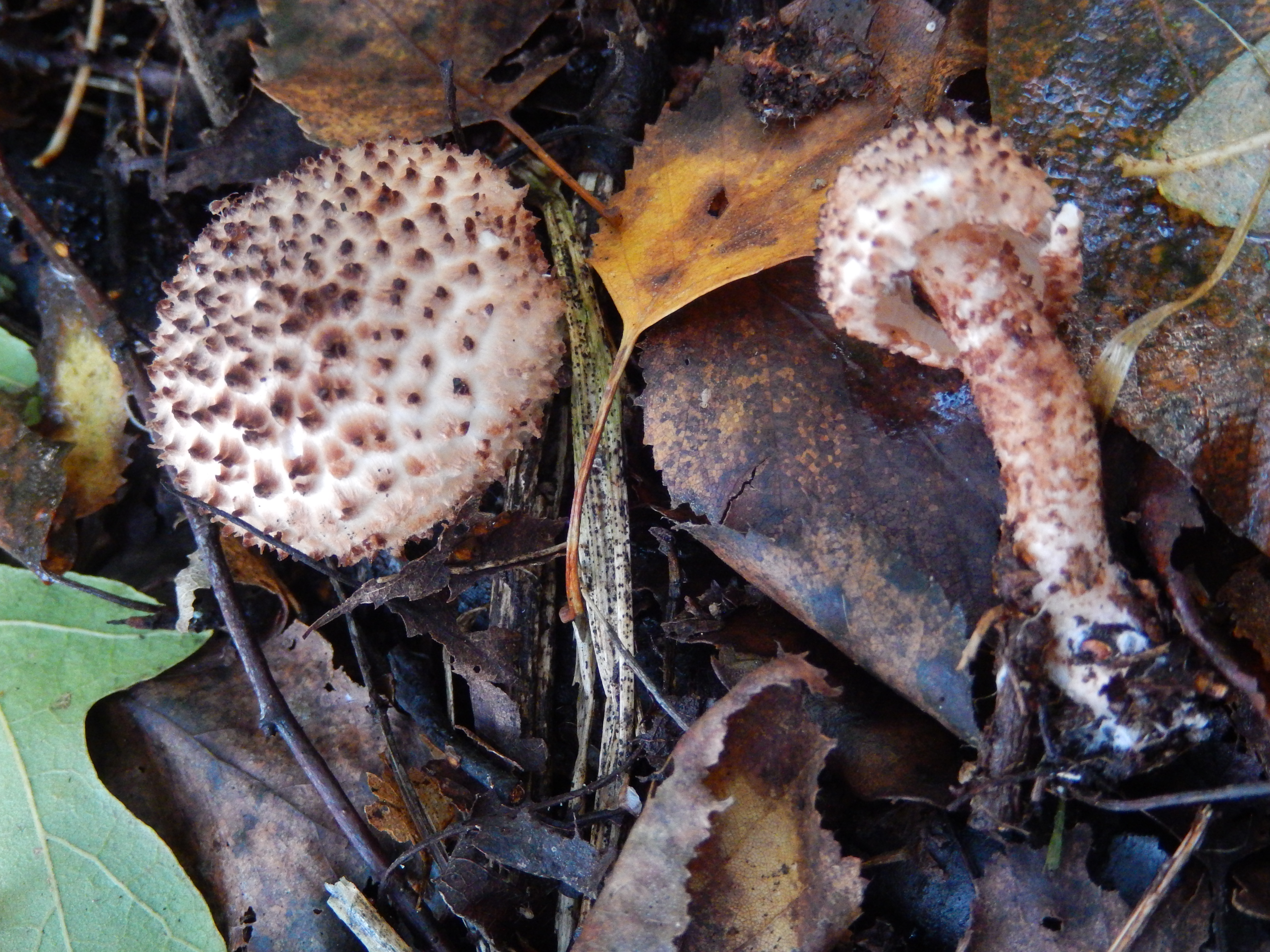
!Lepiota hystrix!
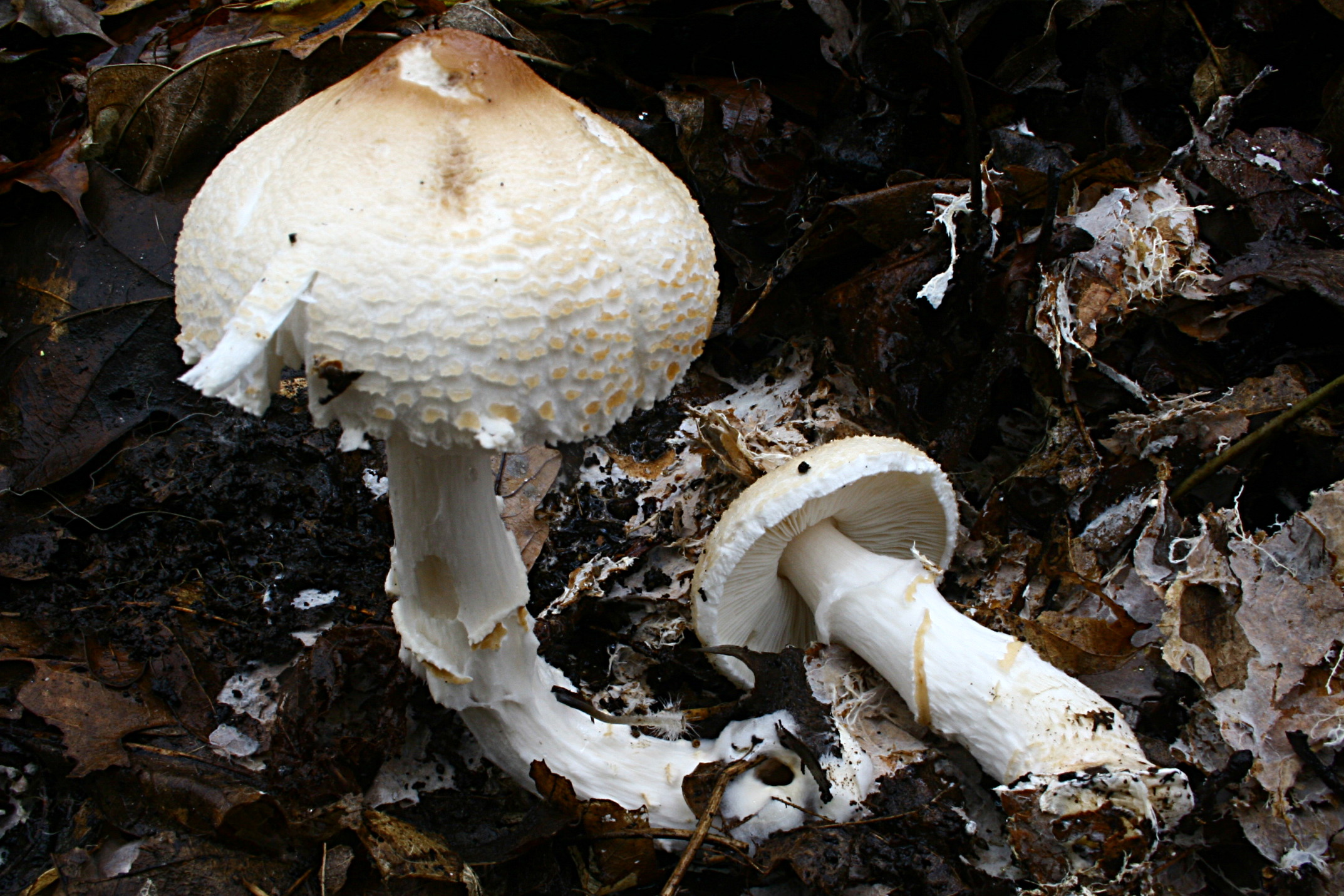
Lepiota ignivolvata
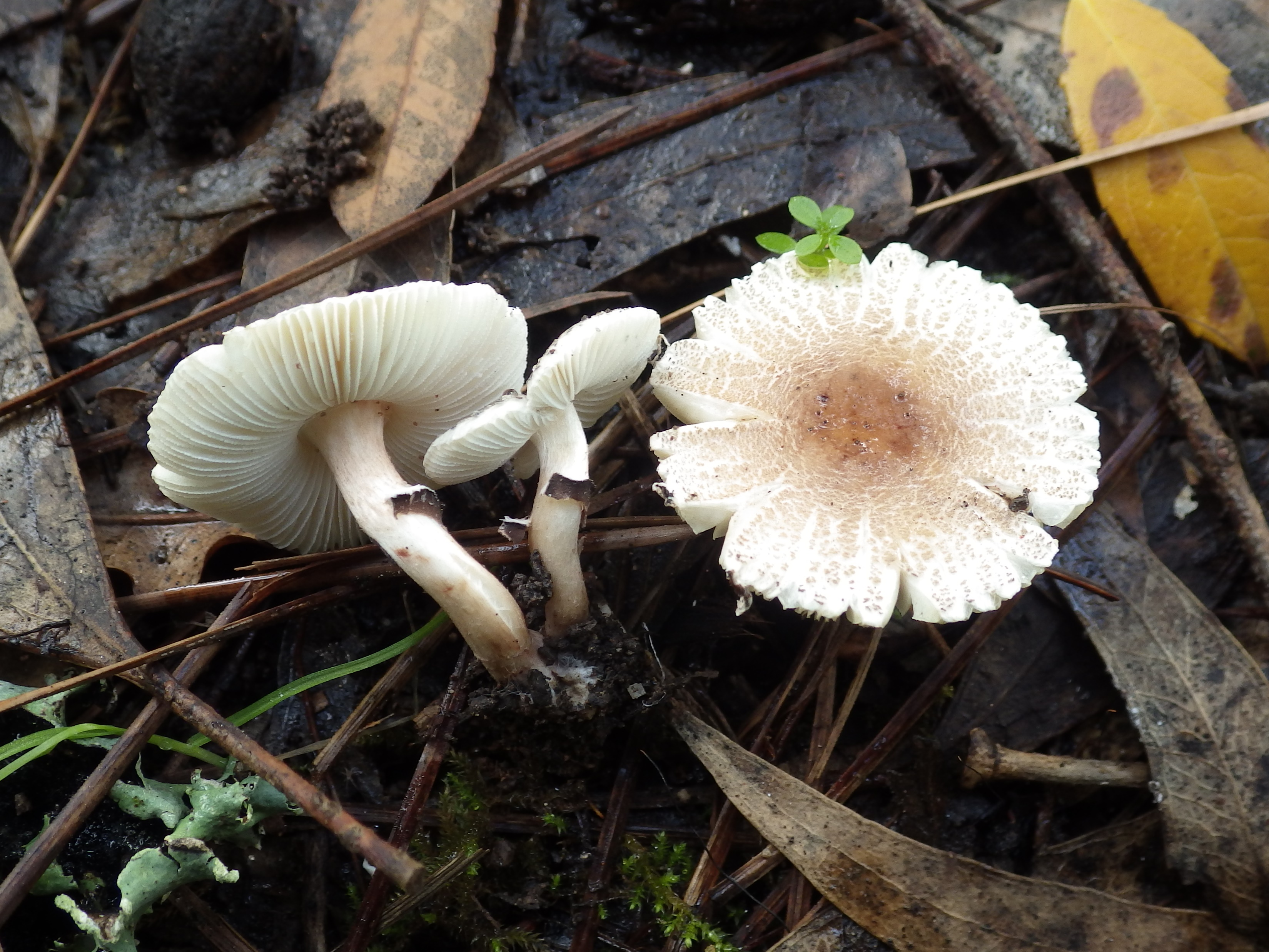
!!Lepiota lilacea!!
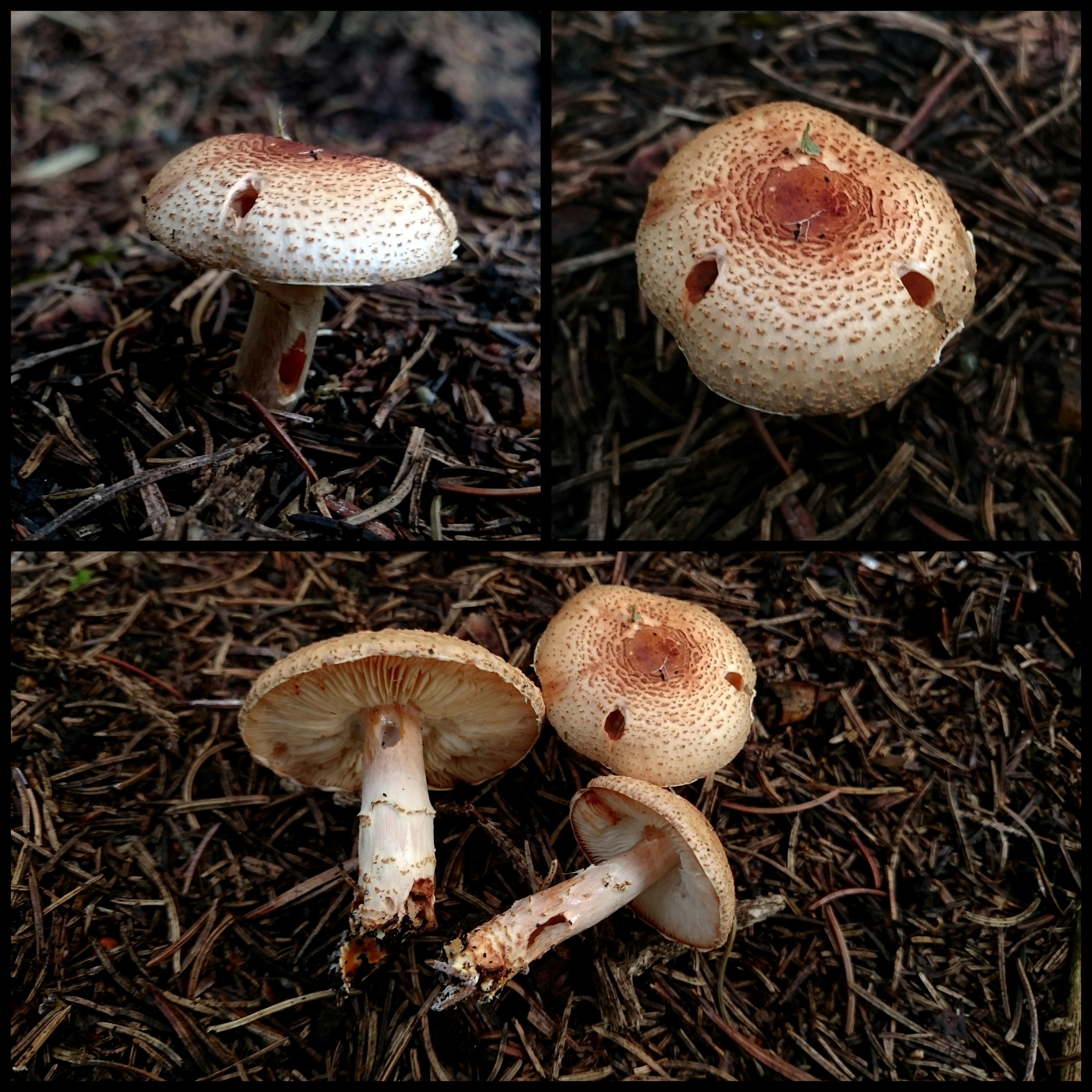
!!Lepiota ochraceofulva!!
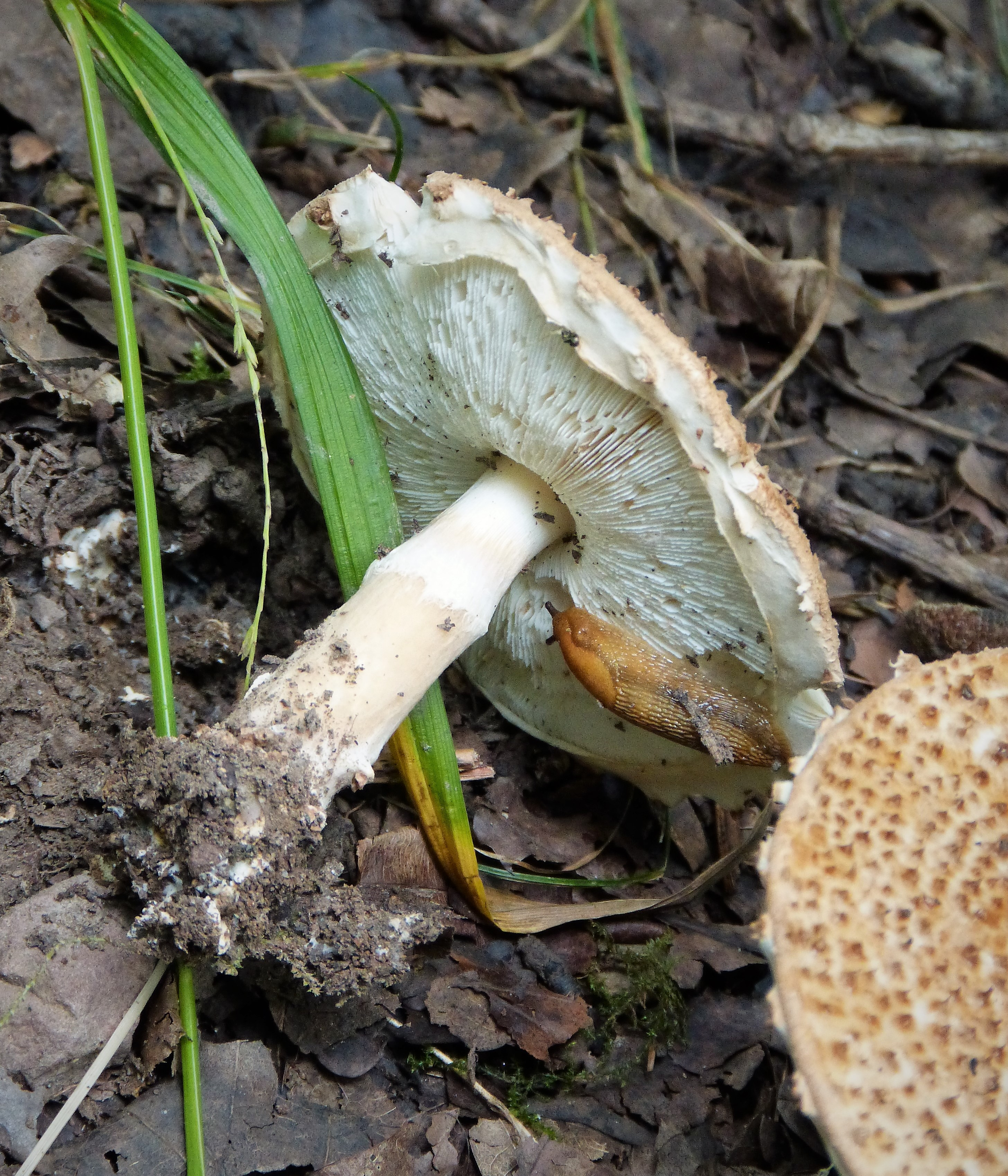
!!!Lepiota pseudolilacea sin. Lepiota pseudohelveola!!!
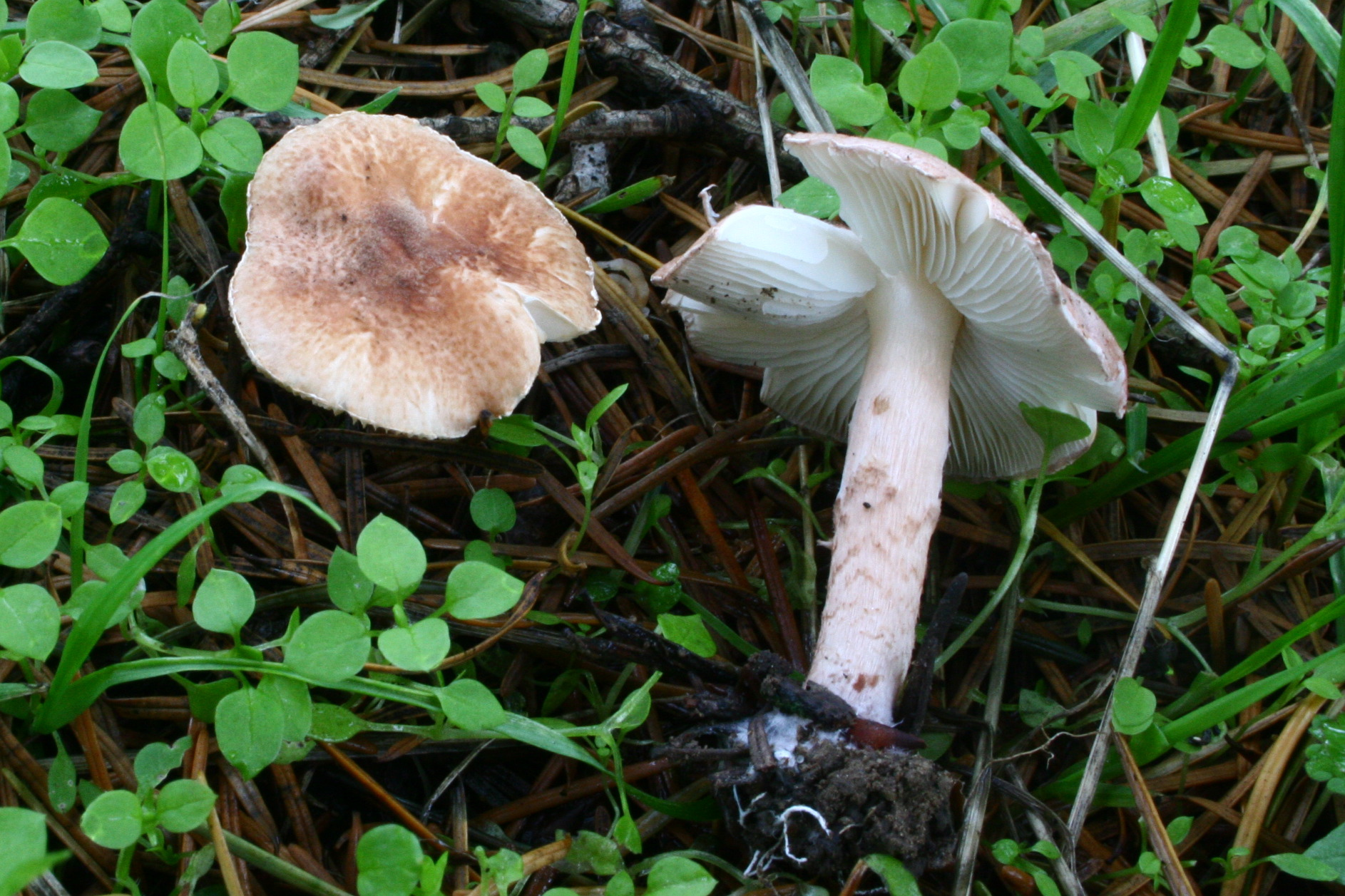
!!!Lepiota subincarnata!!!

## Valorificare
Lepiota felina este singur din cauza mirosului nepotrivit pentru consum. Mai departe, pare să conțină câteva toxine în mare parte încă nedefinite care provoacă probleme gastrointestinale, dar nu conține amanitine.